# Henry Beaufort

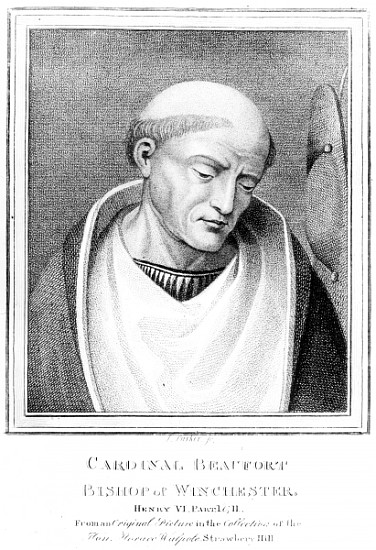
Bischof Henry Kardinal Beaufort aus Harding's "Shakespeare Illustrated" (1793)

Henry Beaufort (* 1375 in Anjou; † 11. April 1447 in Winchester) war ein englischer Bischof, Lordkanzler und Kardinal.

## Biografie

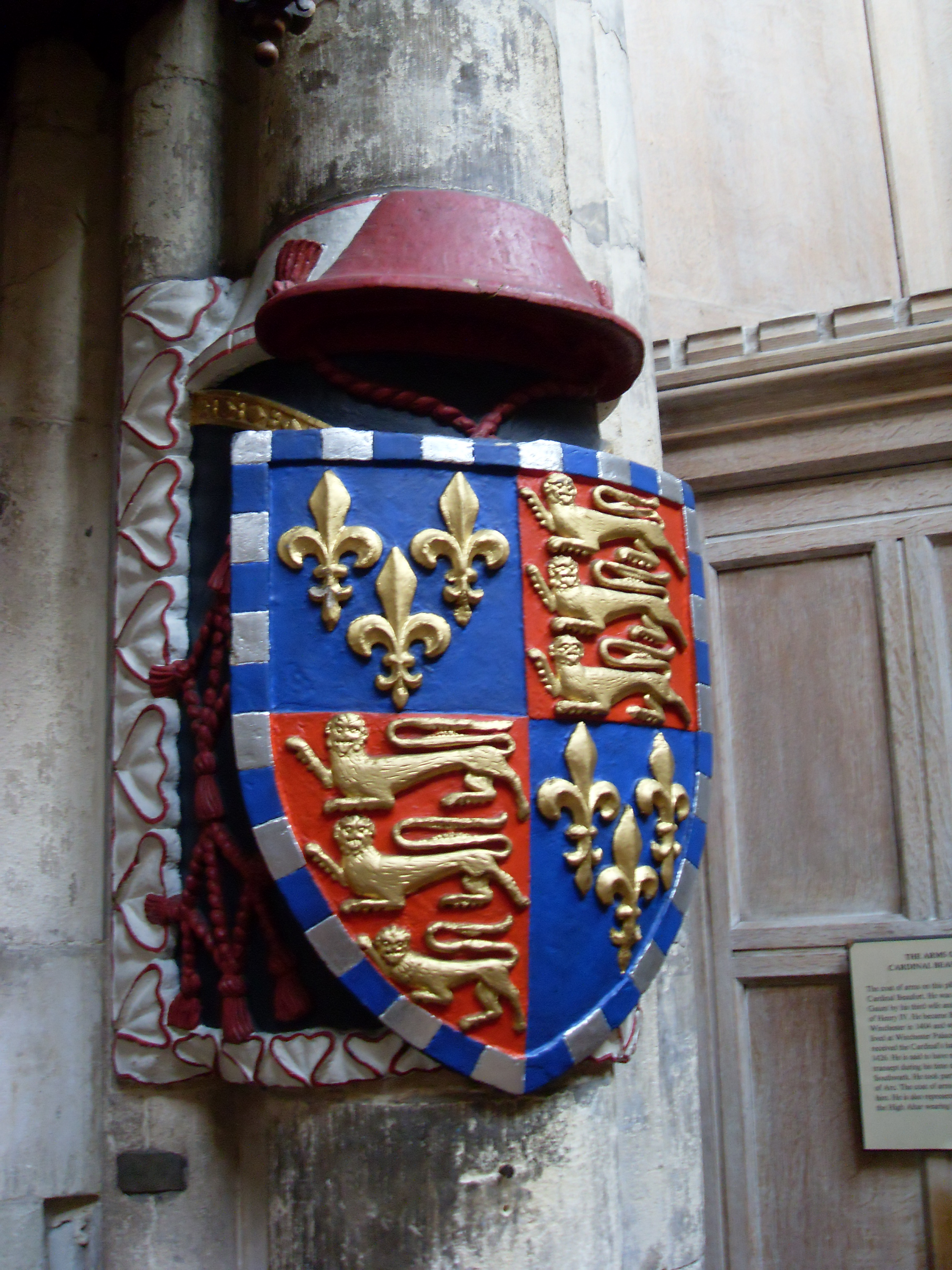
Beauforts Kardinalswappen an der Kathedrale von Southwark

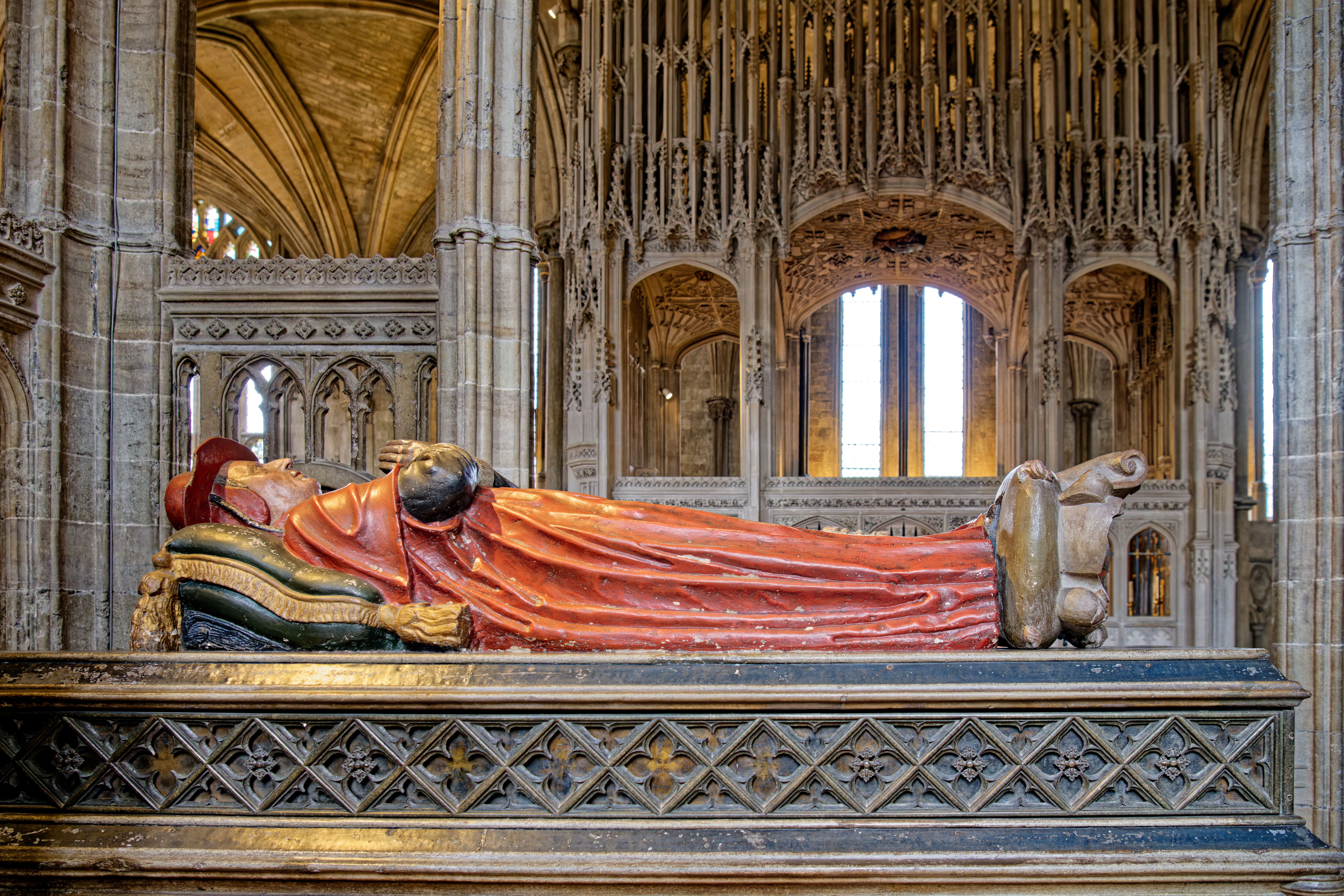
Kardinal Beauforts Grabmal in der Kathedrale von Winchester (Foto 2023)

Er war der zweite uneheliche Sohn des John of Gaunt, 1. Duke of Lancaster und der Catherine Swynford. Schon als Kind war für ihn die kirchliche Laufbahn vorgesehen. Ihn und die drei Geschwister erklärte sein Cousin Richard II. um 1390 für ehelich, nachdem deren Eltern geheiratet hatten. 1398 wurde er Bischof von Lincoln. Sein Halbbruder Henry Bolingbroke, der 1399 als Heinrich IV. den Thron bestieg, ernannte ihn 1403 zum Lordkanzler, was er 1405 aufgab, um Bischof von Winchester zu werden. Dies war nicht nur eine angesehene religiöse Position, sondern dermaßen einträglich, dass sie ihn zum reichsten Mann Englands machte.
Zwischen 1411 und 1413 fiel der Bischof in Ungnade, da er sich aufseiten Henrys of Monmouth, des Prince of Wales, gegen den König wandte. Nachdem Monmouth als Heinrich V. gekrönt worden war, machte er ihn 1413 abermals zum Kanzler, worauf Beaufort 1417 erneut verzichtete.
Papst Martin V. bot ihm den Kardinalshut an, jedoch musste Beaufort auf Druck des Königs ablehnen. Als Heinrich V. 1422 starb, folgte ihm der minderjährige Sohn als Heinrich VI. nach. Als Regenten wurden der Großonkel Bischof Beaufort und die Onkel Humphrey, Duke of Gloucester, und John of Lancaster, 1. Duke of Bedford, eingesetzt, 1424 wurde Beaufort zum dritten Mal Lordkanzler, 1426 wurde er wegen Differenzen mit den Mitregenten gezwungen abzutreten.
Der Papst machte ihn 1427 schließlich doch zum Kardinal und zum päpstlichen Legaten für Deutschland, Ungarn und Böhmen. Ihm wurde aufgetragen, den 4. „Kreuzzug“ gegen die hussitischen Häretiker in Böhmen zu leiten. Indes wurden dessen katholische Truppen 1427 bei Tachov vernichtend geschlagen.
Henry Kardinal Beaufort war 1431 eine treibende Kraft hinter jenem „Tribunal“, das Johanna von Orléans zum Tode verurteilte.
Er starb am 11. April 1447 und wurde in der Kathedrale von Winchester beigesetzt.
Henry Beaufort hatte die uneheliche Tochter Jane, die wohl 1402 geboren wurde, und 1424 Edward Stradling heiratete. Alice FitzAlan, eine Tochter des Richard FitzAlan, 11. Earl of Arundel, als Janes Mutter zu konstatieren, ist unbewiesen, eher einer Legende der Jane zuzuschreiben.